# 馬相如
馬相如（1834年—？ ），一名馬超選，字萬青，号襄伯、一号蘭溪、一号曼卿，汉军正蓝旗人，清朝政治人物。

## 生平
咸丰己未举人，同治壬戌进士。历任翰林院庶吉士、编修、协修、纂修，同治六年任山西道监察御史，八年掌江南道事务，九年任广西乡试副考官，光绪年间任刑科、工科给事中，后任陕西按察使。